# Jaume Elias i Casas
Jaume Elias i Casas (Barcelona, 6 de novembre de 1919 - Barcelona, 18 de setembre de 1977) fou un futbolista català dels anys 1930 i 1940.

## Trajectòria
Format al CE Europa, passà posteriorment per l'històric FC Martinenc (que acabada la guerra el nou règim feixista havia forçat a anomenar-se UD San Martín). L'any 1940 fou fitxat pel RCD Espanyol, club on es proclamà campió de Copa aquell mateix any, malgrat que no va jugar-hi gaires partits. La temporada següent formà una gran línia defensiva al costat de Ricard Teruel i els porters Albert Martorell i Josep Trias. Aquesta temporada l'equip tornà a arribar a la final de la Copa d'Espanya però aquest cop fou derrotat pel València CF.
Això no obstant, la bona plantilla que tenia de l'Espanyol aquells anys limitava l'accés d'Elias a la titularitat, fet que aprofità per demanar al president del club, Francisco Sanz, la baixa per poder ingressar al FC Barcelona el 1943. Al Barcelona jugà un total de 123 partits de lliga durant sis temporades. En totes les competicions disputà 172 partits i marcà 12 gols. Augmentà el seu palmarès amb tres lligues i una copa espanyoles, i formà una bona línia defensiva al costat de Josep Puig Curta. Abandonà el futbol el 1949 amb només 30 anys.
Jugà cinc partits amb la selecció catalana de futbol.

## Palmarès
RCD Espanyol
- Copa espanyola: 1
  - 1939-40

FC Barcelona
- Lliga espanyola: 3
  - 1944-45, 1947-48, 1948-49
- Copa Llatina: 1
  - 1949
- Copa espanyola: 1
  - 1941-42
- Copa d'Or Argentina: 1
  - 1944-45
- Copa Eva Duarte de Perón: 1
  - 1947-48